# Pyracantha coccinea
El espino de fuego o piracanta (Pyracantha coccinea M.Roem.) es una especie de planta arbustiva del género Pyracantha en la familia Rosaceae.

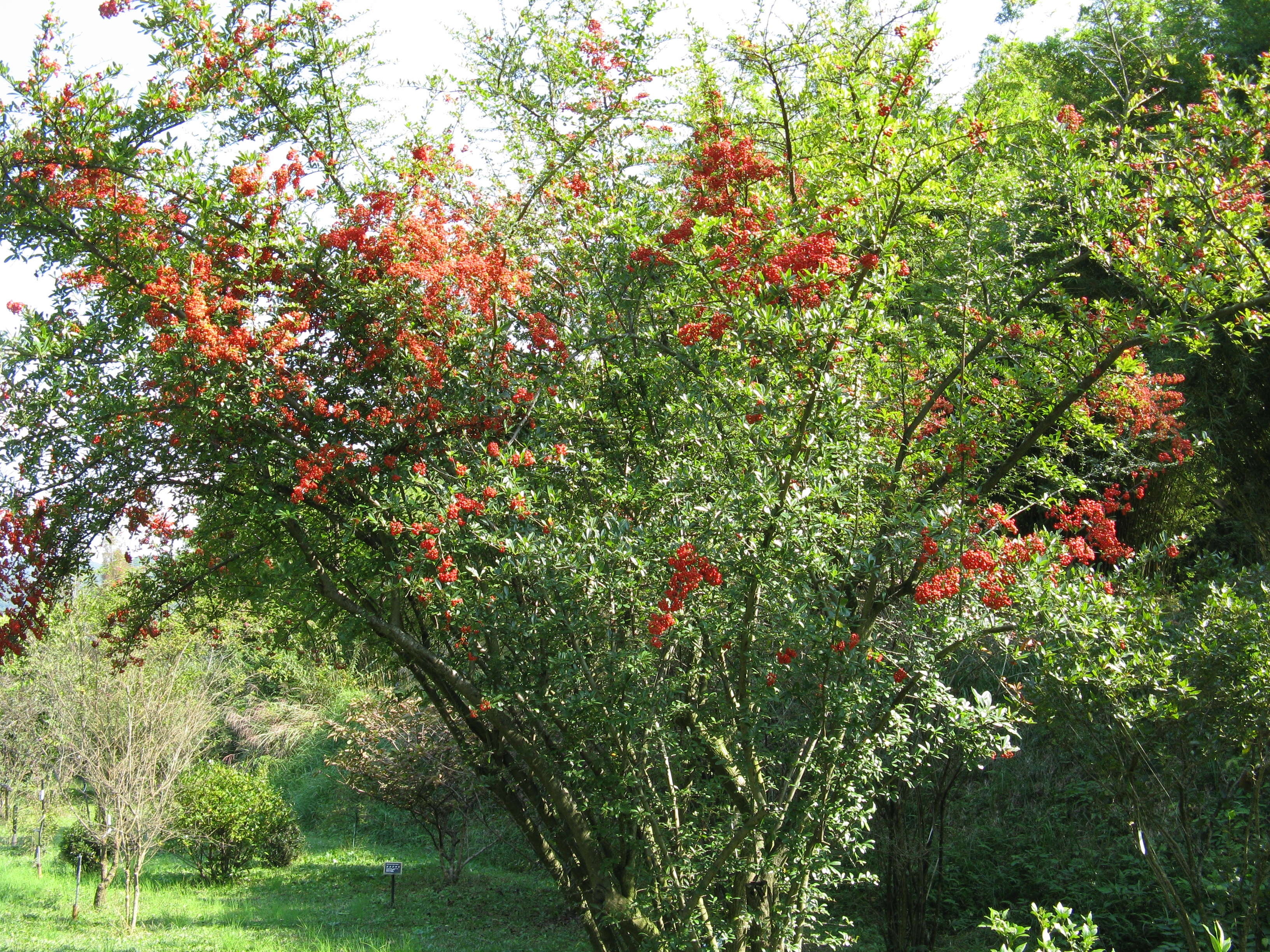
Vista de la planta

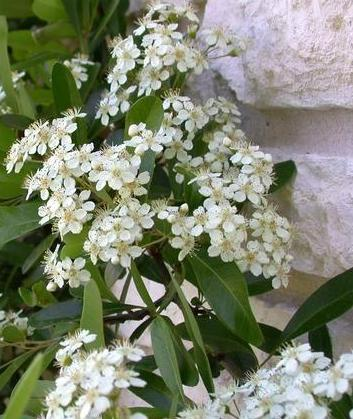
Inflorescencias

## Descripción.
género Pyracantha tiene hojas dentadas, y es espinoso.

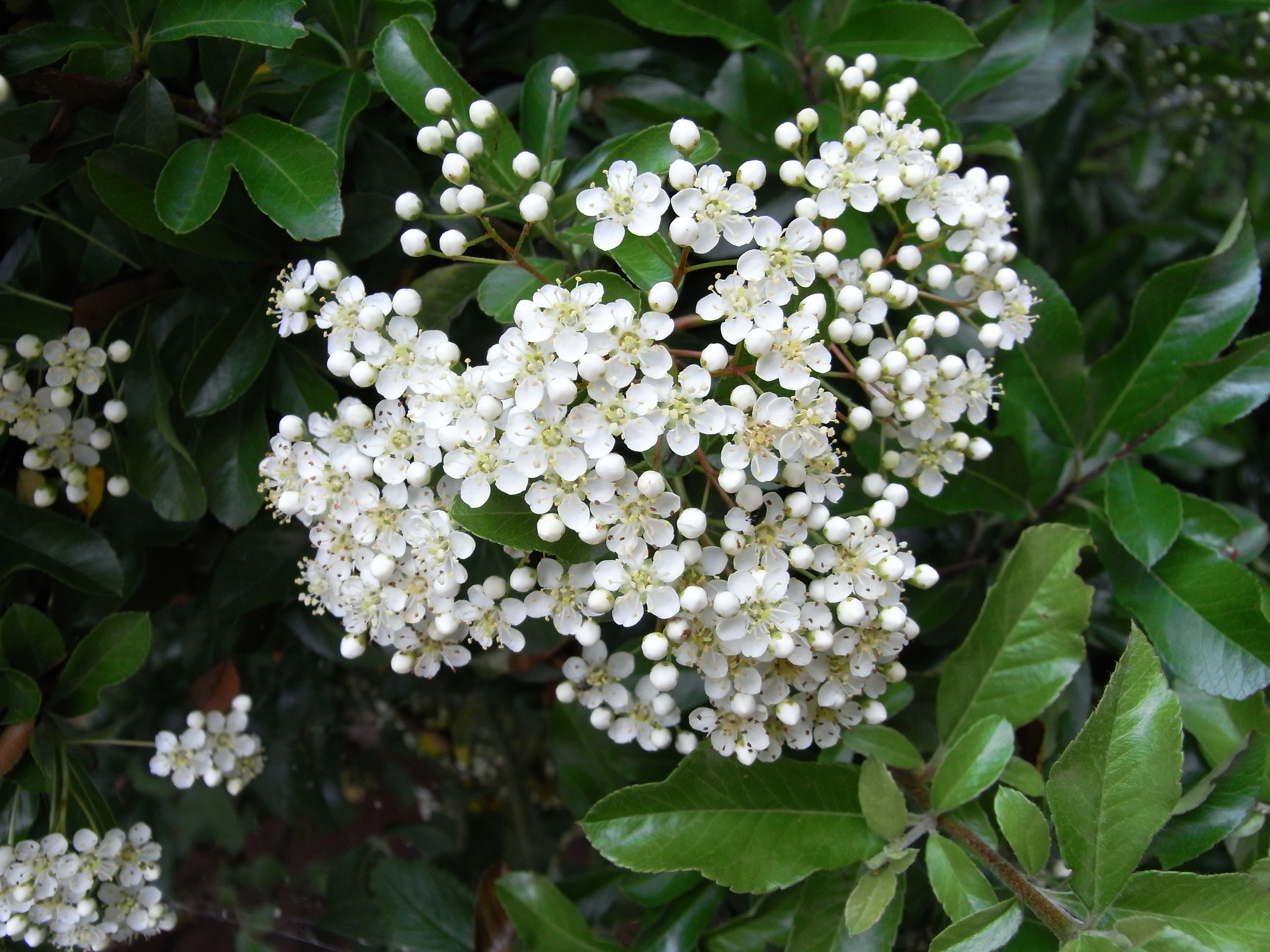
Flores de Pyracantha coccinea

Arbusto perenne o semiperenne, resistente, de 1.5 a 2 m de altura, aunque puede pasar de los 3 m. Tronco de color pardo grisáceo, ramas espinosas, e intrincadas. Hojas coriáceas, pecioladas, dentadas, lanceoladas, alternas, brillantes por el haz.
Flores muy abundantes, blancas a amarillas claras, pequeñas y en racimos, con cinco pétalos redondeados. Los frutos son pequeños pomos que maduran del fin de verano al otoño, de color rojo, naranja o amarillo, y permanecen en las ramas durante las estaciones de otoño e invierno. Los frutos tienen propiedades astringentes y es alimento de numerosos pájaros.

## Usos
Frutos silvestres comestibles, pero al ser astringentes, solo son comestibles luego de ser cocinados; siendo utilizados estos para hacer jaleas, mermeladas, entre otras preparaciones culinarias.
Es cultivada principalmente como planta ornamental.

## Distribución
Abarca desde el sur de Europa a Asia occidental. Se ha naturalizado y también se cultiva como ornamental en muchas partes del mundo.

## Taxonomía
Mespilus fue descrito por Max Joseph Roemer y publicado en Familiarum Naturalium Regni Vegetabilis Monographicae, vol. 3, p. 219–220, 1847.
Etimología
- Pyracantha: nombre genérico que deriva de las palabras griegas: pyr para "fuego" y akantha para "espinas" en referencia al color de los frutos y las espinas.[4]
- coccinea: epíteto latíno que significa "rojo escarlata"[5]

Variedades
- Pyracantha coccinea var. implexa Lavallée
- Pyracantha coccinea var. lalandei hort. ex Dippel
- Pyracantha coccinea var. lalandei Lavallée[6]

Sinonimia
- Cotoneaster pyracantha (L.) Spach
- Crataegus pauciflora André
- Crataegus pyracantha (L.) Medik.
- Gymnopyrenium pyracantha (L.) Dulac
- Mespilus pauciflora Poir.
- Mespilus pyracantha L.
- Pyracantha coccinea var. pauciflora (Poir.) Dippel
- Pyracantha lucida de Vos
- Pyracantha pauciflora (Poir.) M.Roem.
- Pyracantha pyracantha (L.) Voss
- Pyracantha spinosa de Vos
- Pyracantha vulgaris Lothelier
- Timbalia pyracantha (L.) Clos[6]

## Nombres comunes
- Piracanta, piracanta común, pyracantha, espino, espino de coral, espino de fuego, crategus.